# Cratere Franklin
Franklin è un cratere lunare di 55,92 km situato nella parte nord-orientale della faccia visibile della Luna, a sud-sudovest del più piccolo cratere Cefeo e nord-nordest del cratere Berzelius.
Il bordo di Franklin è di forma grossomodo circolare, con una coppia di rigonfiamenti rivolti all'esterno nella parete occidentale. Le pareti interne sono terrazzate, e nel punto centrale del fondo si trova una formazione a picco. Un crepaccio attraversa il fondo a partire da ovest-sudovest, passando a nord del picco centrale.
Il cratere è dedicato allo scienziato americano Benjamin Franklin.

## Crateri correlati
Alcuni crateri minori situati in prossimità di Franklin sono convenzionalmente identificati, sulle mappe lunari, attraverso una lettera associata al nome.
| Franklin | Coordinate            | Diametro (in km) |
| -------- | --------------------- | ---------------- |
| C        | 35°40′48″N 44°15′36″E | 15,09            |
| F        | 37°23′24″N 47°41′24″E | 39,61            |
| G        | 40°05′24″N 48°07′12″E | 6,66             |
| H        | 37°07′12″N 43°44′24″E | 5,15             |
| K        | 39°03′00″N 51°28′48″E | 19,84            |
| W        | 37°48′36″N 43°41′24″E | 4,91             |